# Брайтон
Бра́йтон (англ. Brighton, [ˈbraɪtən) — город на южном побережье Англии в графстве Восточный Суссекс, на берегу пролива Ла-Манш. Удалён на 50 миль (80 км) по железной дороге от Лондона. Административно объединён с соседним городом Хов в унитарную единицу Брайтон-энд-Хов.

## История
Наиболее раннее письменное упоминание города обнаруживается в 1086 году в Книге страшного суда под названием Bristelmestune. Считается, что этот топоним происходит от «поселение Беортелема», где древнеанглийское слово tun означает «поселение, деревня». С XIV по XVIII век название города претерпело более 40 вариаций, но наиболее распространённым было Brighthelmstone (или Brighthelmston).
В июне 1514 года Brighthelmstone был сожжён дотла французскими наёмниками во время войны между Англией и Францией. Уцелела только церковь Св. Николая и некоторые городские кварталы. Первый известный рисунок Brighthelmstone был сделан в 1545 году и изображает то, что, как полагают, является набегом 1514 года.
В течение 1740—1750-х доктор Ричард Рассел начал прописывать своим пациентам лечение морской водой в Брайтоне. К 1780 году началось строительство григорианских террас, и вскоре рыбацкая деревушка быстро стала фешенебельным курортом Брайтона. Георг IV после первого посещения Брайтона в 1783 году способствовал строительству города. Он провёл в городе немало времени и даже распорядился построить экзотический и дорогой Королевский павильон.
Строительство железной дороги в 1841 сделало Брайтон местом паломничества для многочисленных туристов и отдыхающих, и за сто лет — с 1801 по 1901 год — население города увеличилось с 7000 до 120 000 человек. В викторианскую эпоху были построены Большая Гостиница (1864), Западный Причал (1866) и Дворцовый причал (1899).

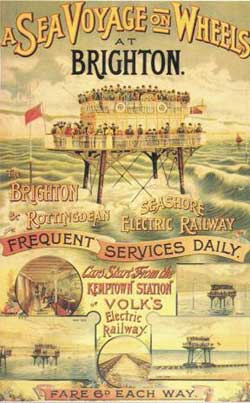
Рекламный плакат

В 1883 году в Брайтоне открылась созданная инженером Магнусом Волком электрическая железная дорога, одна из первых электрических железных дорог в мире; Волк хотел продлить эту дорогу до соседнего Роттингдина, однако из-за рельефа местности строительство дороги по берегу потребовало бы создания выемок и виадуков, поэтому Волк решил создать принципиально новое транспортное средство. Название «Daddy Long Legs» (длинноногий папочка, косиножка) происходит от английского названия паука-сенокосца. Новая железная дорога, строительство которой началось в июне 1894 года, прокладывалась прямо по дну моря. Дорога состояла из двух железнодорожный путей шириной колеи 82.4 см (2 фута 8,5 дюймов) каждый, расположенных на расстоянии 5,47 м (18 футов) друг от друга. Отрезки рельсов длиной около 9 м (30 футов) крепились болтами 15 × 2 см (6 × ¾ дюйма) к бетонным блокам размером 1,5 × 0,9 м (5 на 3 фута), уложенным на дно через каждые 76 см (2 ½ фута). Длина этой дороги составляла примерно 4,5 км. Она соединяла пирс, устроенный на молу Madeira Drive в Брайтоне со специально построенным в Роттингдине пирсом длиной 91 метр (100 ярдов). Железная дорога была удалена на 50—90 метров от береговой линии, но во время отлива рельсы обнажались. Однако в сентябре 1900 года было решено устроить в районе Брайтона новые волноломы, что потребовало бы переноса подводной железной дороги. Магнус счёл это слишком затратным, и в 1901 году мешавшие строительству волнолома части пути были разобраны, после чего необычная железная дорога была закрыта окончательно.
Единственное, что осталось от дороги сегодня — это покрытые водорослями бетонные блоки-шпалы, на которых когда-то лежали рельсы, которые можно увидеть при низкой воде.
Магнус Волк умер в 1937 году. Его электрическая дорога, закрытая в годы войны, вновь заработала в апреле 1948 года. Поезда прекратили ходить по ней в 1952 году.

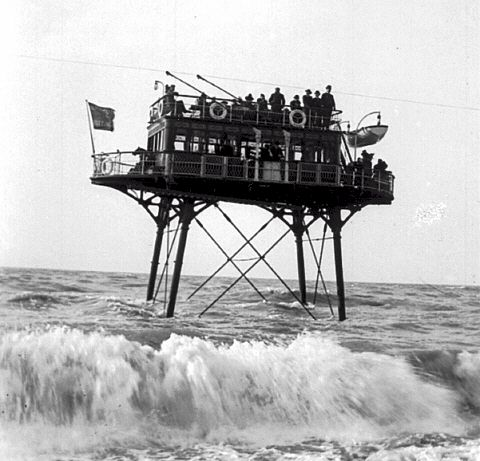
Сильные волны могут опрокинуть «косиножку»

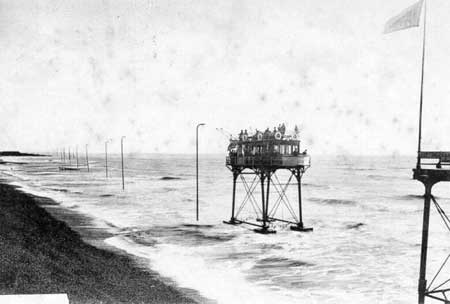
Мачты контактной сети

После множества изменений, сделанных между 1873 и 1952 годами, площадь городских кварталов Брайтона увеличилась значительно: с 7 км² в 1854 до 58 км² в 1952 году. Новые районы жилой застройки появились и в других областях, включая Moulsecoomb, Bevendean, Coldean и Whitehawk. Капитальное расширение в 1928 году затронуло близлежащие посёлки Пачхам (Patcham), Овингдин (Ovingdean), Ротингдин (Rottingdean) и Вудингдин (Woodingdean), которые стали районами города.
В 1997 году Брайтон и Хов были объединены, чтобы сформировать унитарную единицу Брайтон-энд-Хов, которой королева Елизавета II предоставила статус города.

## Спорт
В Брайтоне базируется футбольный клуб «Брайтон энд Хоув Альбион» (англ. Brighton & Hove Albion Football Club)

## Климат
Климат южный, равномерно тёплый, воздух сухой, туманов нет. Берег хороший, и прибой волн умеренный. Температура моря в купальный сезон колеблется в среднем между 15 и 17 °C.

## Галерея

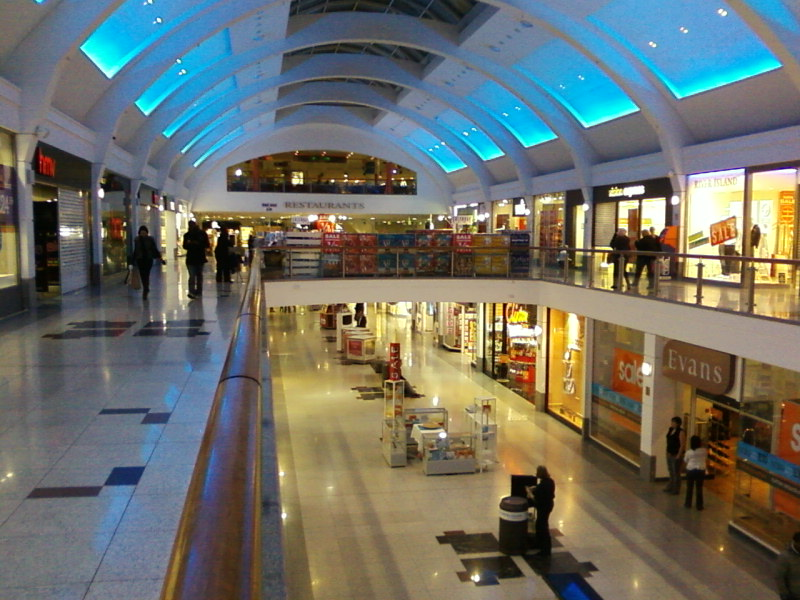
Коммерческий центр Брайтона. Вид внутри
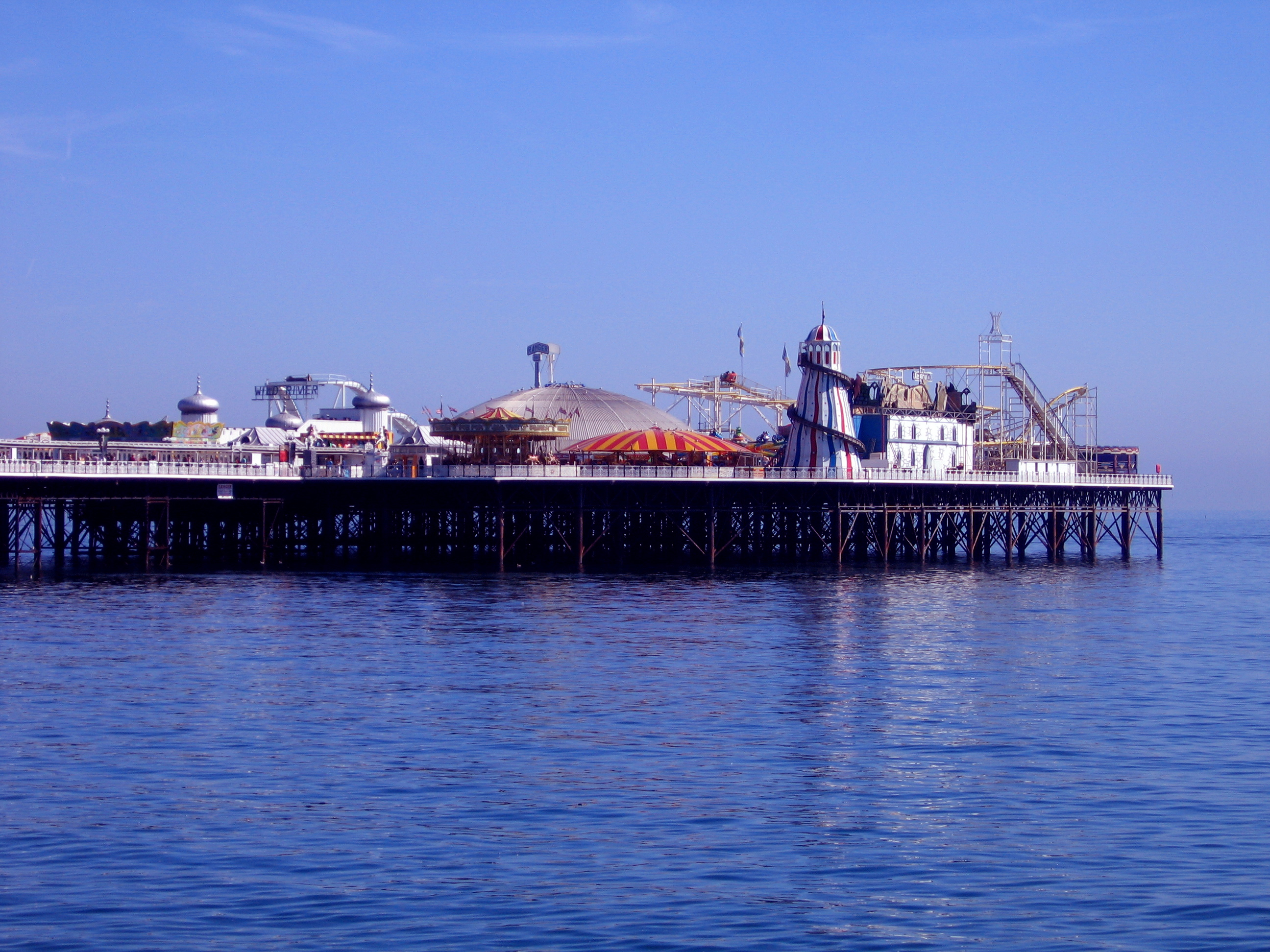
Brighton Pier — пирс с аттракционами
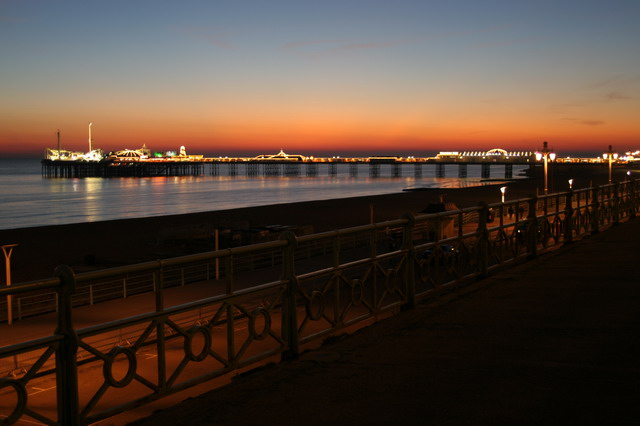
Королевский причал на фоне заката солнца
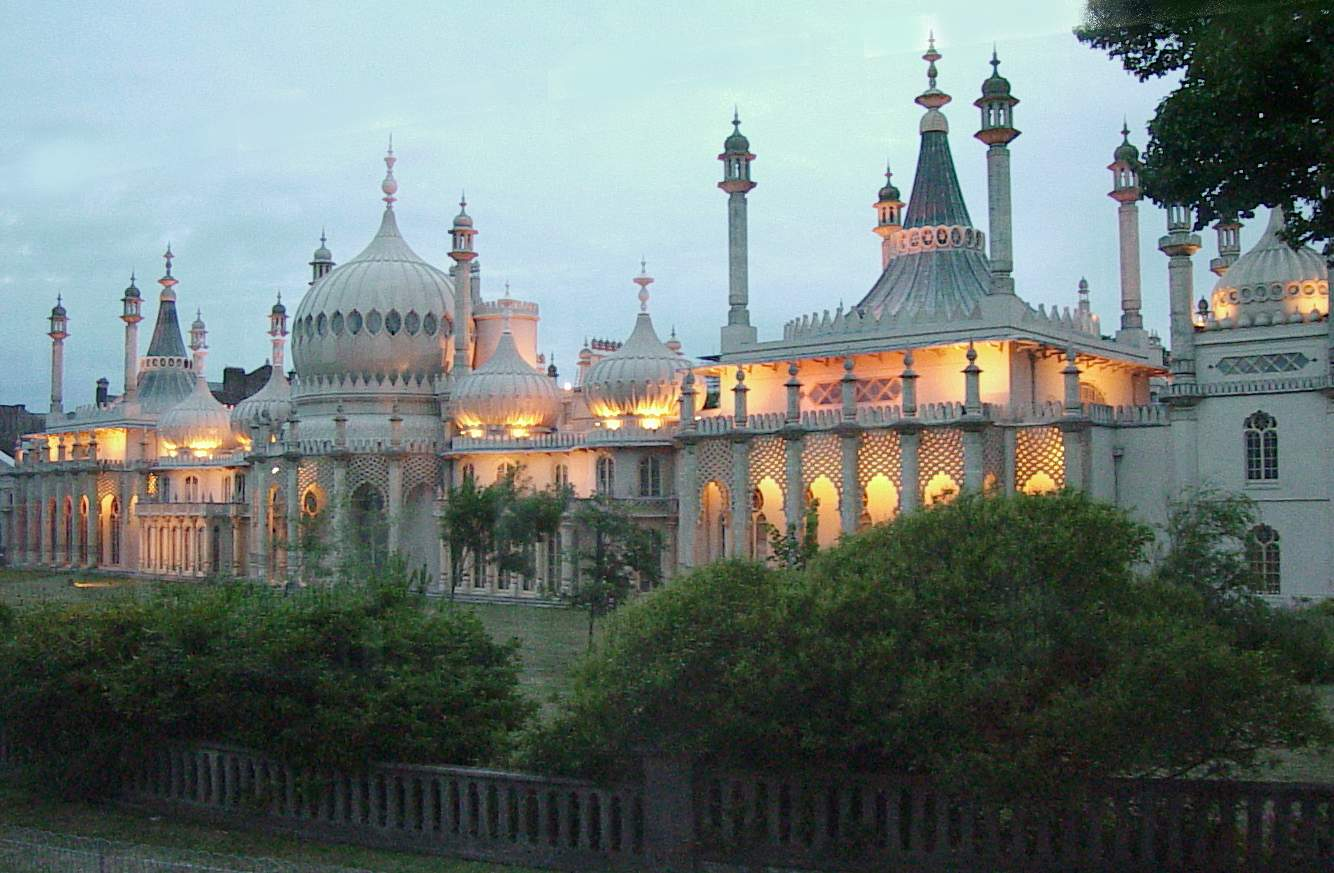
Королевский павильон
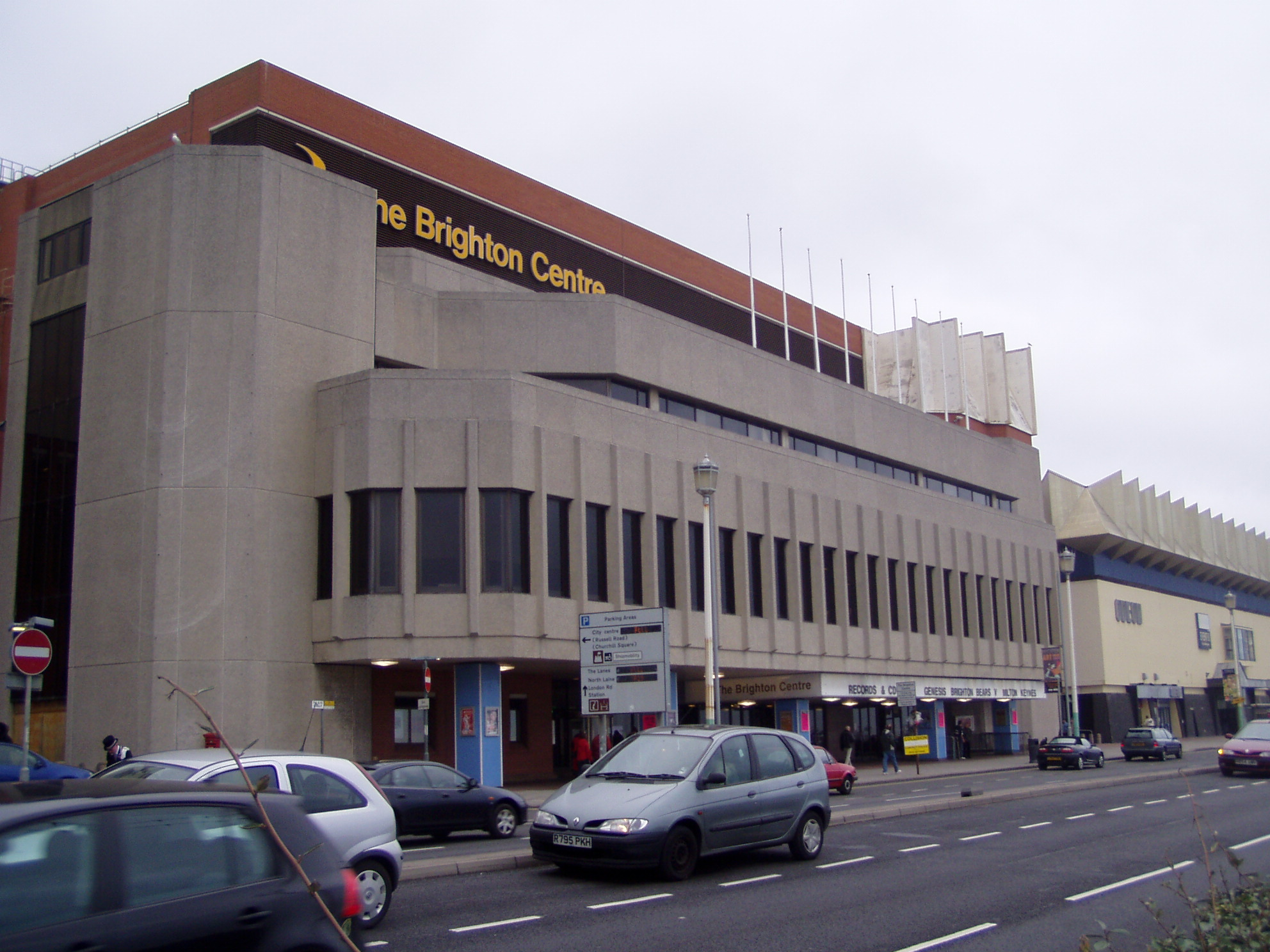
Фасад «Конгресс-центра» в Брайтоне
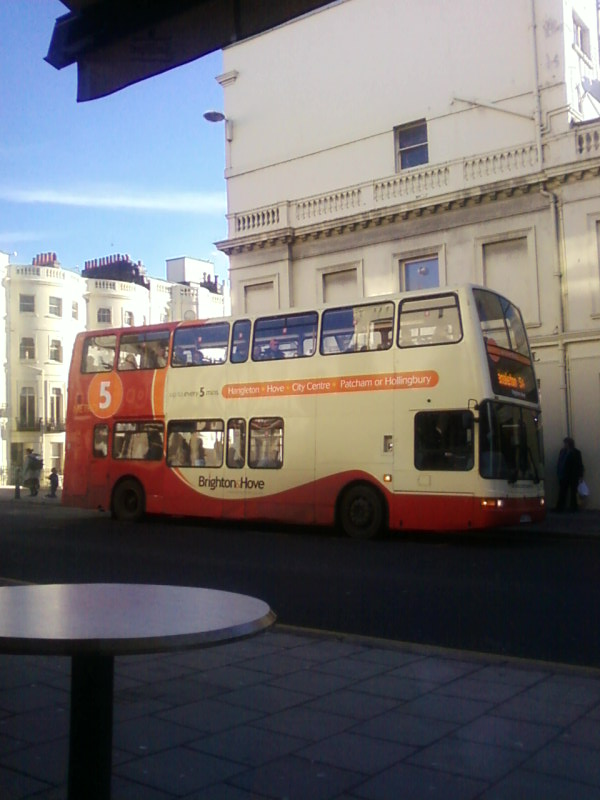
Брайтонский двухэтажный автобус
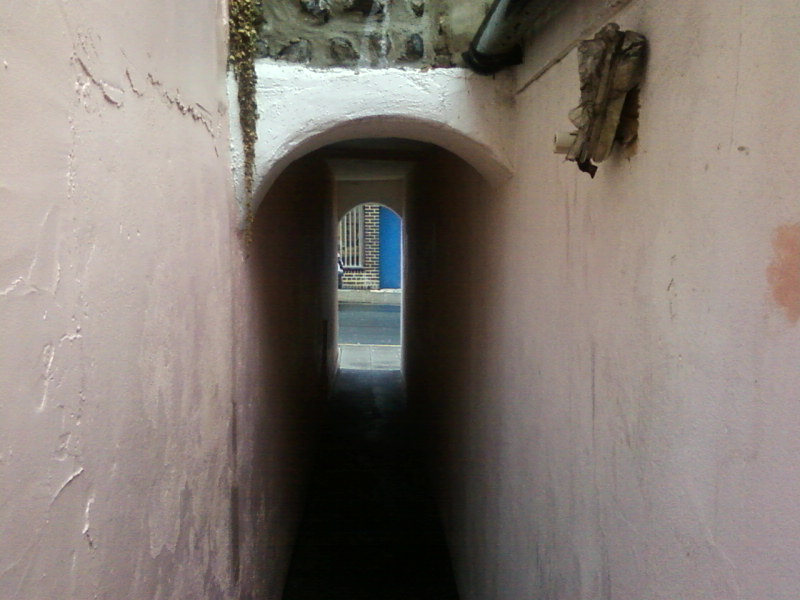
Узкий переулок в Брайтоне
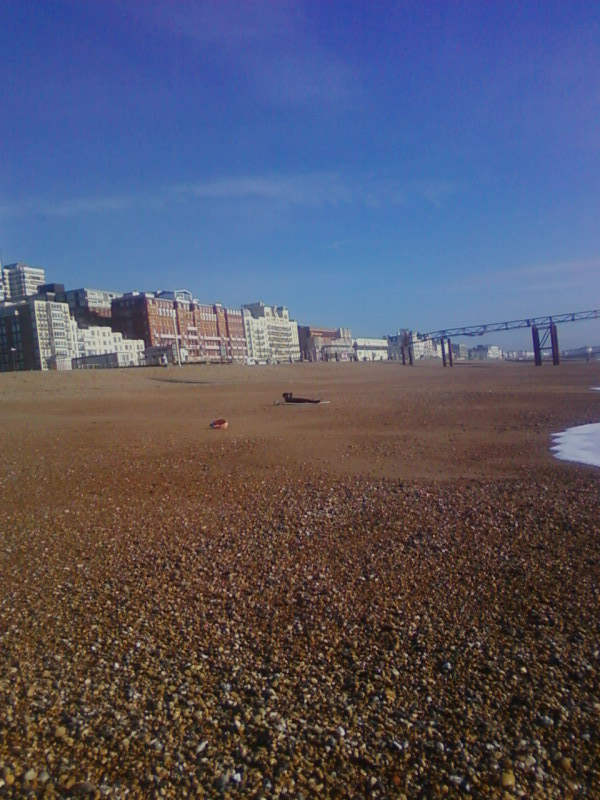
Пляж зимой
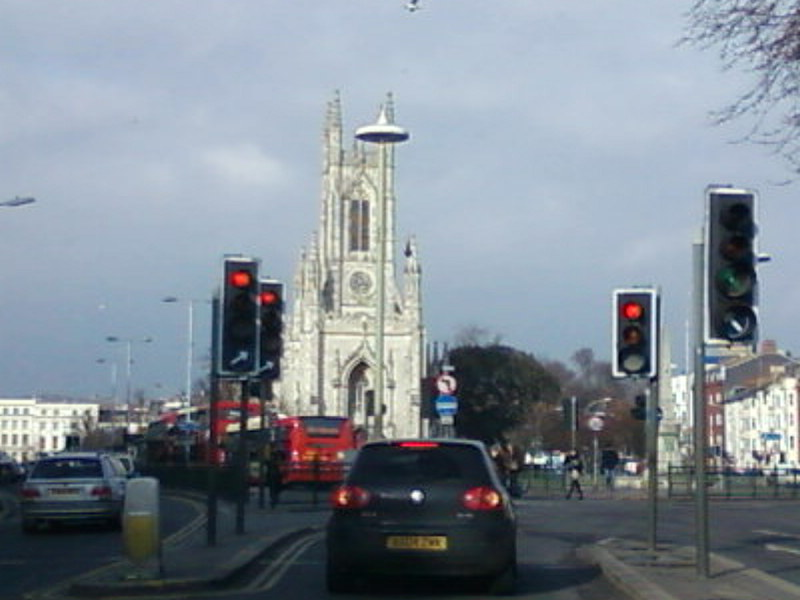
Церковь Святого Петра в Брайтоне

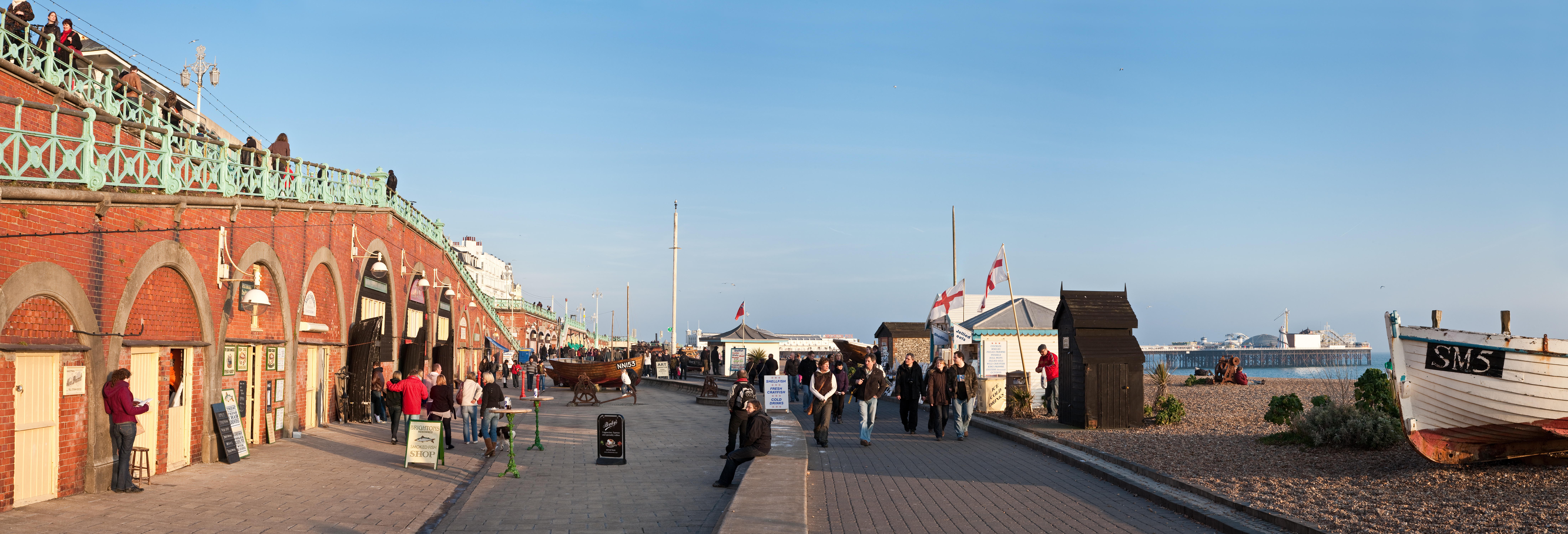
Променад на набережной с кафетериями и другими сооружениями для отдыха